# Нельсон Бонілья
Нельсон Бонілья (ісп. Nelson Bonilla, нар. 11 вересня 1990, Сан-Сальвадор) — сальвадорський футболіст, нападник клубу «Зіра».
Виступав, зокрема, за клуби «Альянса» та «Вііторул», а також національну збірну Сальвадору.

## Клубна кар'єра
У дорослому футболі дебютував 2011 року виступами за команду клубу «Альянса», в якій провів три сезони, взявши участь у 77 матчах чемпіонату.  Більшість часу, проведеного у складі «Альянси», був основним гравцем атакувальної ланки команди.
Своєю грою за цю команду привернув увагу представників тренерського штабу клубу «Вііторул», до складу якого приєднався 2014 року. Відіграв за команду з Констанци наступний сезон своєї ігрової кар'єри. Граючи у складі «Вііторула», також здебільшого виходив на поле в основному складі команди.
До складу клубу «Зіра» приєднався 2015 року. Відтоді встиг відіграти за команду із Зіра 24 матчі в національному чемпіонаті.

## Виступи за збірну
У 2011 році дебютував в офіційних матчах у складі національної збірної Сальвадору. Наразі провів у формі головної команди країни 25 матчів, забивши 8 голів.
У складі збірної був учасником розіграшу Золотого кубка КОНКАКАФ 2015 року у США і Канаді.